# Indore (ciutat)
Indore (hindi: इंदौर|इंदौर) és una ciutat i corporació municipal de Madhya Pradesh, Índia, capital de la divisió d'Indore i del districte d'Indore, situada a l'altiplà de Malwa, al nord de les muntanyes Vindhya a la unió del rius Katki i Khan. Se la considera una Petita Bombai. Antigament la ciutat es deia Indreshwar (Indrapura) i portava aquest nom pel temple d'Indreshwar; es va dir després Ahilyanagari (ciutat d'Ahilya que fou maharani i regent d'Holkar) nom que hauria portat fins al 1793 per agafar després el d'Indore (Indhur). La ciutat està servida per l'Aeroport Internacional Devi Ahilyabai Holkar. Al cens del 2001 figura amb 1.516.918 habitants. El 1881 tenia 75.401 habitants i el 1901 86.686.

## Història
La zona pertanyé durant l'imperi mogol a zamindars que portaven el títol de chaudharis, que van rebre diversos sanads dels emperadors. La dinastia Chaudhari va veure confirmats els seus drets al jagir per Aurangzeb, Alamgir i Farukhshayar. Rao Nandlal Chaudhary va visitar Delhi i va rebre especials honors i regals; fou amic del Raja Savai Jai singh de Jaipur, que li va fer diversos regals. Fou aquest zamindar el que va fundar, vers 1715, la ciutat d'Indore com Indrapur, a la vora del temple d'Indreshwar (altres versions diuen que aquest temple es va fundar després el 1741) i en una situació molt bona a la riba del Saraswati i rodejada de rius pels quatre costats, i va substituir a Kampail que era la capital de la comarca. El zamindar disposava d'un exèrcit de 2000 soldats. El 1713 Nizam al-Mulk va ser nomenat subadar del Dècan. Llavors van començar els atacs marathes. Rao Nandlal Chaudhari finalment va fer un pagament als marathes de 25 milions de rúpies a canvi de la garantia que no hi hauria nous atacs
Entre 1728 i 1731 el control de la zona va passar al peshwa maratha que el va confiar a Malhar Rao Holkar; els chaudharis van esdevenir mandlois (derivat del fet que els seus dominis van passar a ser considerats mandals). Vegeu Holkar i Indore. El 1734 l'emperador va reconèixer als marathes com a virreis de Malwa amb la condició de garantir els drets dels zamindars; entre els signataris del tractat i havia Malhar Rao Holkar que va esdevenir maharaja subadar de Malwa (hereditari) amb seu a Maheshwar; el 1770 la ciutat d'Indore fou ampliada però el 1801 fou destruïda en part pels Sindhia. Rampura i Bhanpura foren les capitals de Jaswant I Rao Holkar. La ciutat fou reconstruïda posteriorment, i el 1818, després del tractar de Mandasor, va passar a ser capital dels Holkar. Una petita superfície fou assignada als britànics i fou seu de la residència (Residency Camp). La seu de la residència es va construir entre 1820 i 1827. El 1857 fou temporalment ocupada pels rebels. El 1870 es va formar la municipalitat.
El 1948 Indore fou designada capital de l'estat de Madhya Bharat. L'1 de novembre de 1956 quan es va formar Madhya Pradesh, Bhopal en va esdevenir la capital. Indore fou capital d'un districte.

## Llocs interessants
- Palau Rajwada
- Plaau Lal Bagh
- Cascada Sitalamata a uns 65 km
- Temple de cristall, jainista
- Chhatri de Krishnapura
- Devlalikar Kala Vithika, galeria d'art
- Temple de Khajrana Ganesh
- Patal Pani, cascada prop de Mhow
- Temple de Janapao a 16 km de Mhow
- Kajligarh, fort en ruïnes a 20 km
- Cascada Thincha, prop de Kajligarh
- Temple d'Annapurna
- Zoo